# ECHL
ECHL (tidligere East Coast Hockey League) er en professionel ishockey liga grundlagt i 1988 og baseret i Princeton, New Jersey, USA. Holdene i ligaen er spredt ud over USA og Canada, og ligaen betragtes generelt som et trin lavere end American Hockey League. ECHL's officielle website betegner ligaen som "The Premier AA" ishockey-liga i Nordamerika, fordi hovedparten af holdene fungerer som farmerhold for holdene i American Hockey League.